# Wancze Szikow
Wancze Szikow, maced. Ванче Шиков (ur. 19 lipca 1985 w Kawadarci, Jugosławia) – macedoński piłkarz, grający na pozycji prawego obrońcy, reprezentant Macedonii.

## Kariera piłkarska

### Kariera klubowa
Rozpoczął karierę piłkarską w miejscowym klubie Tikwesz Kawadarci w 2002, skąd w następnym roku przeszedł do greckiej Skody Ksanti. W sezonie 2006/07 występował w macedońskiej Pobedie Prilep, po czym powrócił do Grecji, gdzie został piłkarzem Olympiakos SFP. Ale nie rozegrał żadnego meczu i był wypożyczony do klubów Kerkira Korfu oraz Apollon Kalamaria. Potem przez trzy lata bronił barw cypryjskiego zespołu Ethnikos Achna. W czerwcu 2011 podpisał 3-letni kontrakt z ukraińskim Wołyniem Łuck. W czerwcu 2014 po wygaśnięciu kontraktu opuścił wołyński klub. Następnie podpisał kontrakt z Austrią Wiedeń. W 2016 przeszedł do Neftçi PFK.

### Kariera reprezentacyjna
Występował w reprezentacji Macedonii. Łącznie rozegrał 12 gier i strzelił 2 bramki.

## Sukcesy i odznaczenia
- mistrz Macedonii: 2007